# Parc national de Pieljekaise
Le parc national de Pieljekaise est un parc national situé dans le comté de Norrbotten, en Laponie au nord de la Suède. Le parc est traversé par le sentier de randonnée Kungsleden et le sentier continue dans la réserve naturelle voisine de Vindelfjällen, l’une des plus grandes zones protégées d’Europe.

## Étymologie
Le nom du parc vient de la montagne Pieljekaise, dérivant du same Bieljijgájse signifiant montagne oreille. En effet, les deux sommets de la montagne ressemblent à une oreille vue de profil.

## Géologie
Le parc se situe sur une zone de moyenne altitude des alpes scandinaves. Le Pieljekaise, culminant à 1 138 m d'altitude domine le paysage.

## Parc national
La zone de 15 340 ha a été classée parc national en 1909, tout comme le parc national d'Abisko, de Sarek et de Stora Sjöfallet à proximité. Ce sont les premiers parcs nationaux du pays, classés l'année où la Suède établit les premières lois sur la conservation de la nature.

## Faune et flore
Une des principales caractéristiques du parc est la présence d'une vaste forêt de bouleau, en grande partie vierge, couvrant 101 des 153 km du parc. La trolle d'Europe est très répandue, même sur les sols pauvres.
La faune du parc inclut certaines espèces rares comme le glouton, des ours, des renards polaires, des aigles et des faucons gerfauts.

## Galerie

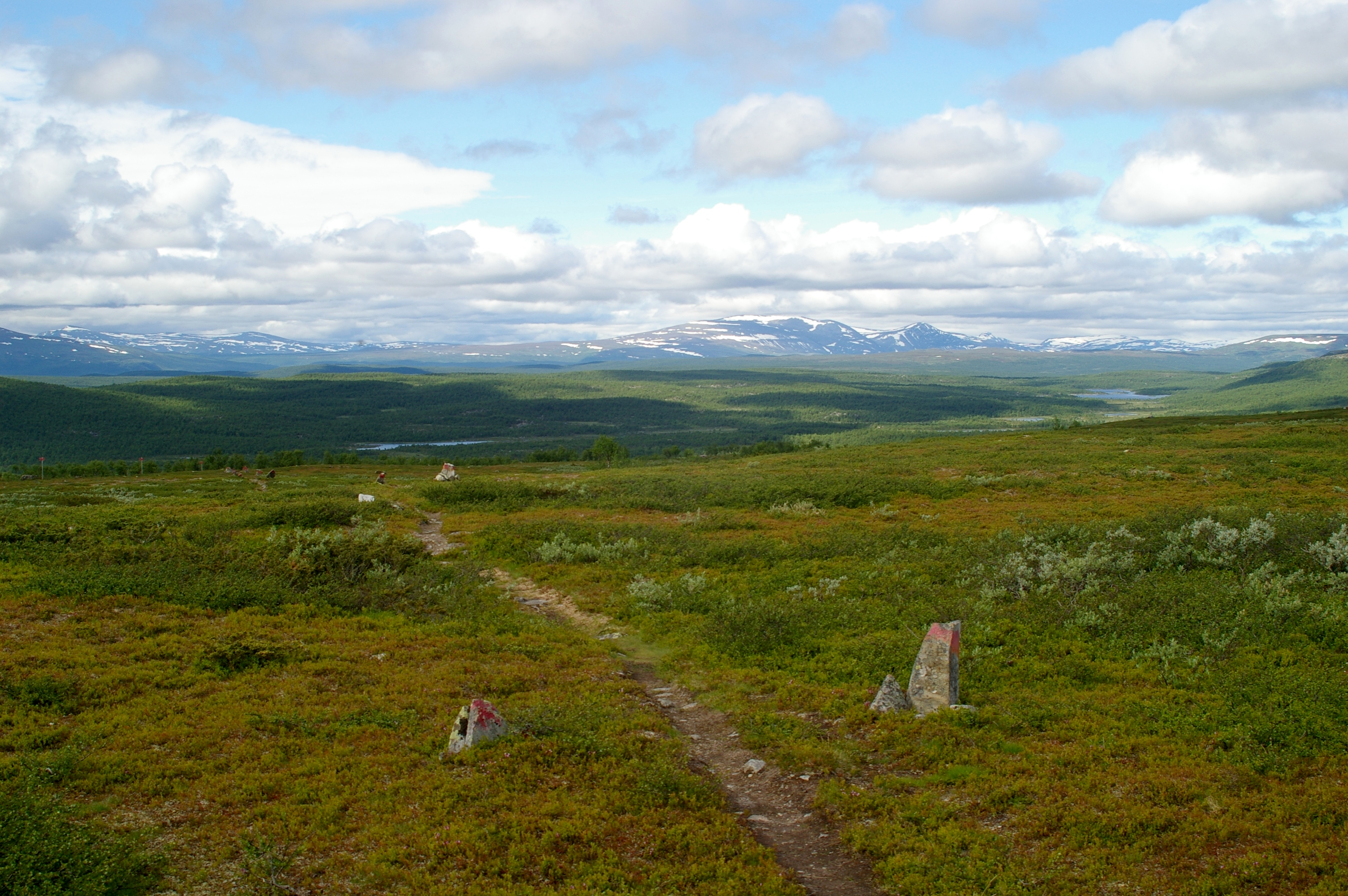
Paysage du parc.
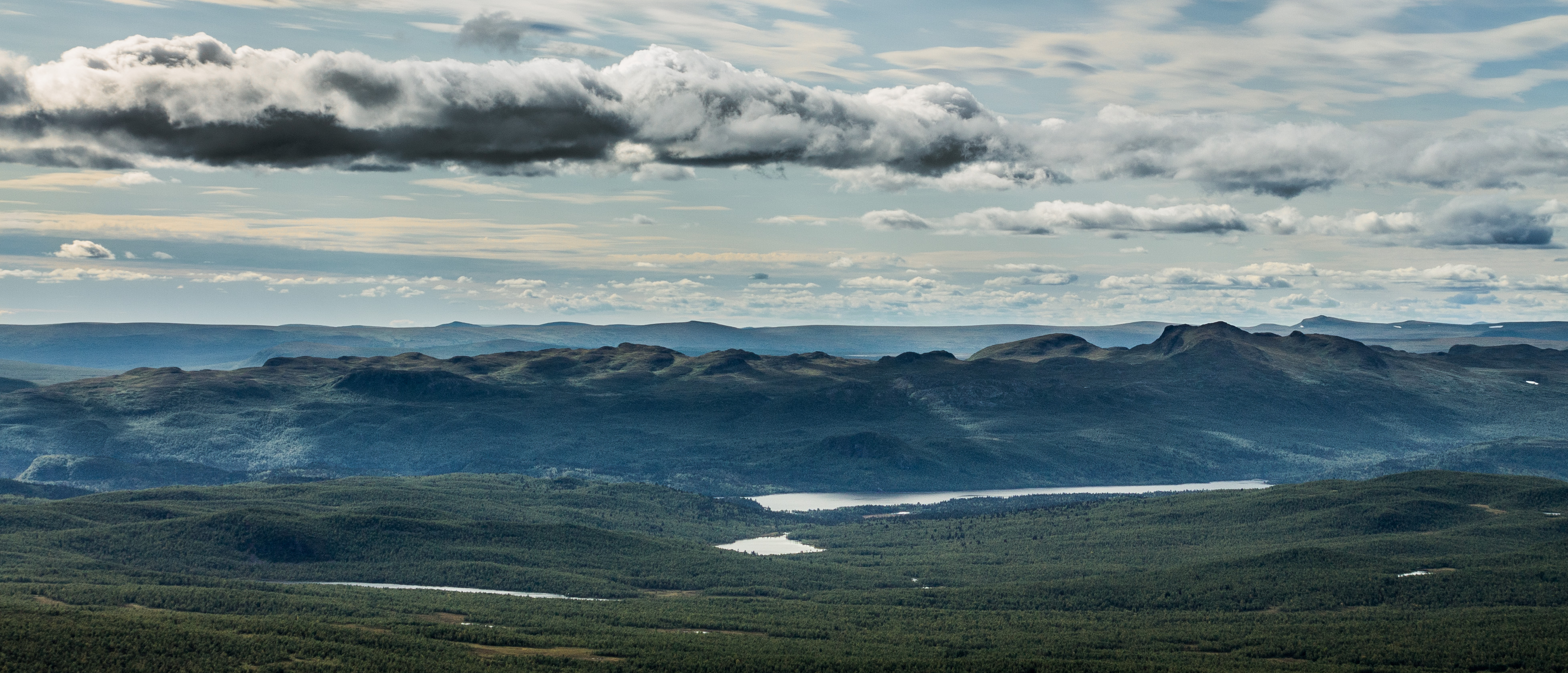
Vue vers le sud depuis le sommet de Pieljekaise.
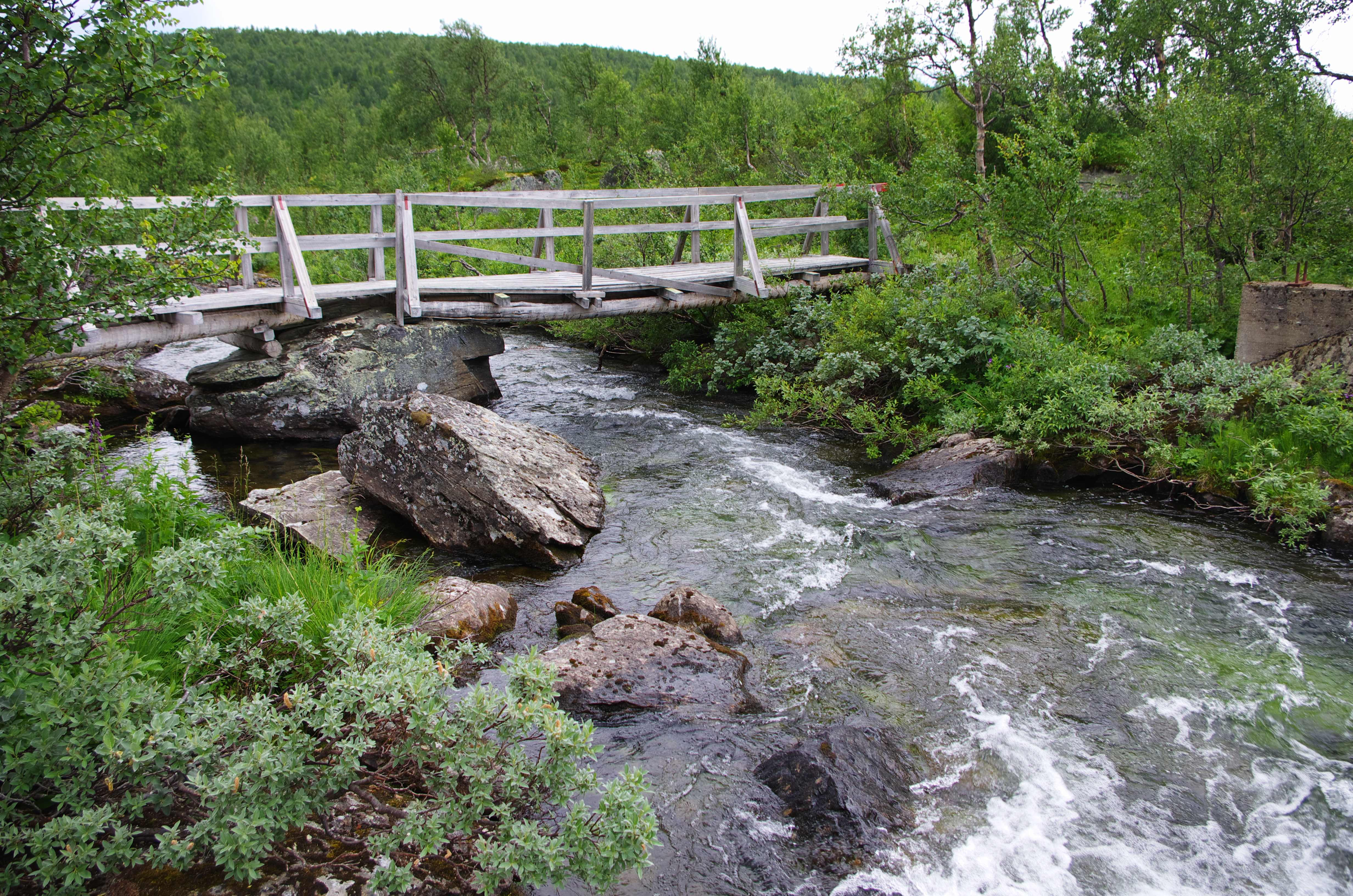
Pont à la sortie du lac Lutaure, à la frontière sud du parc national.